# Port d'Amsterdam
 (avril 2019).
Si vous disposez d'ouvrages ou d'articles de référence ou si vous connaissez des sites web de qualité traitant du thème abordé ici, merci de compléter l'article en donnant les références utiles à sa vérifiabilité et en les liant à la section « Notes et références ».

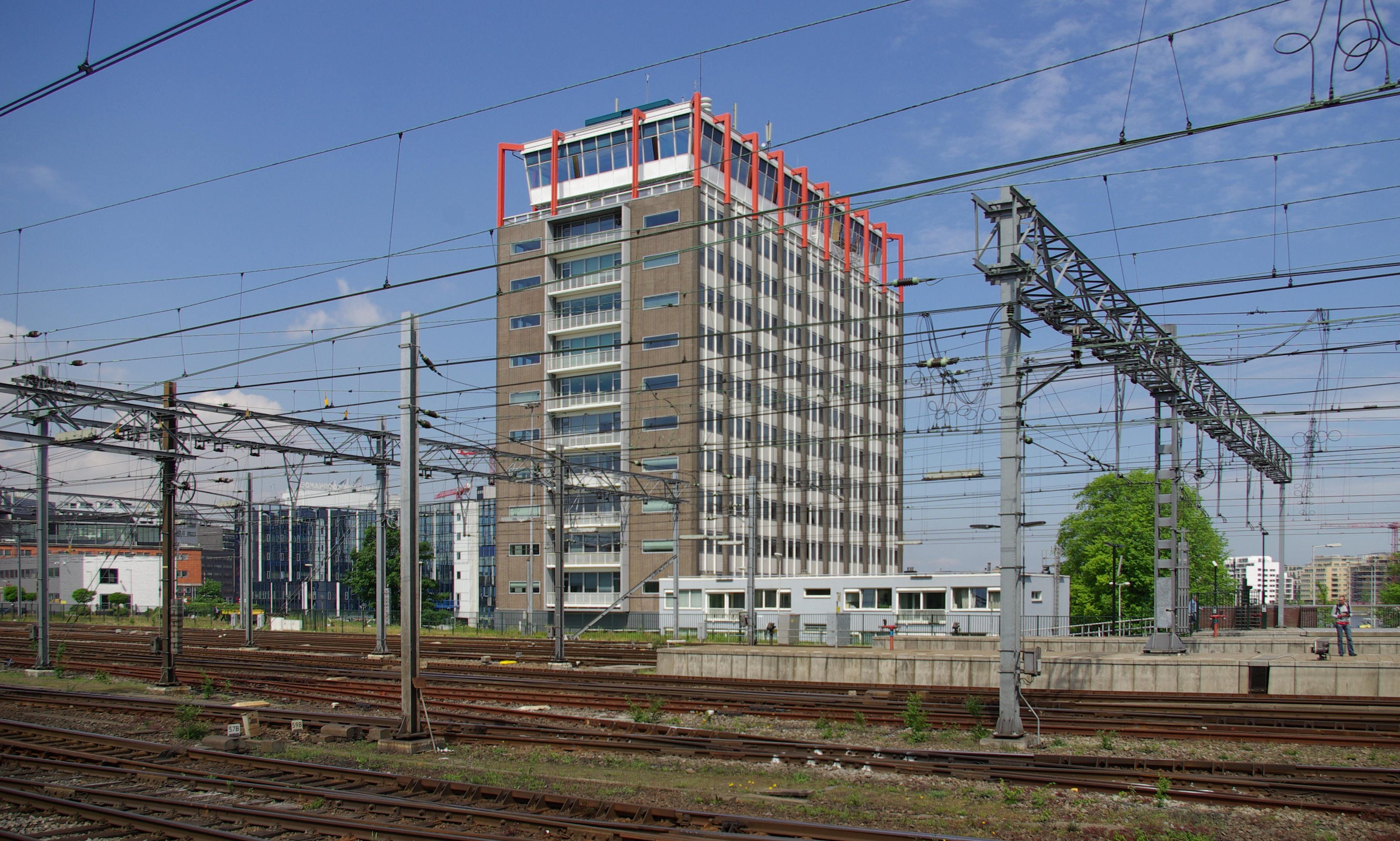
Administration portuaire.

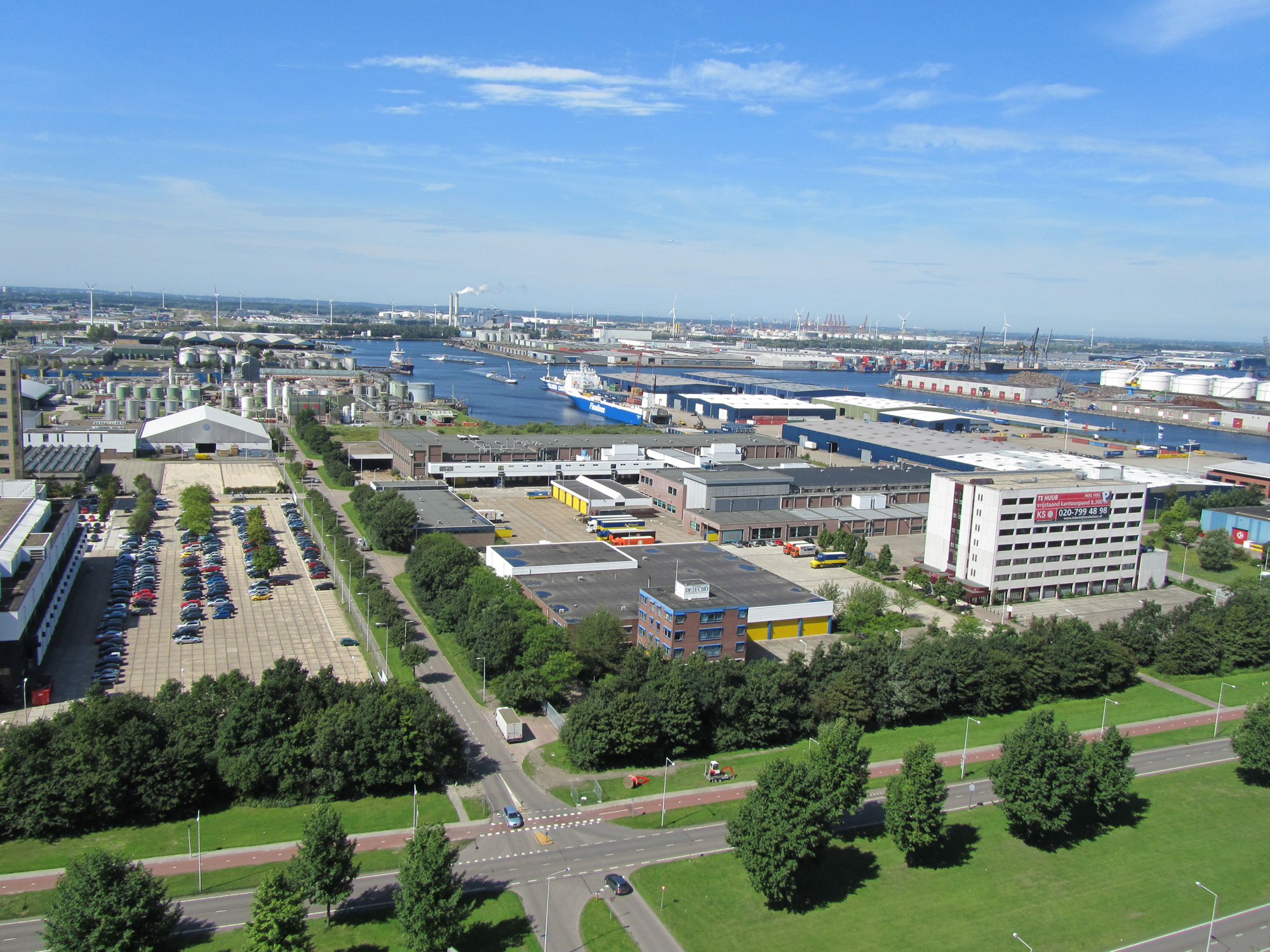
Vue de l'ouest.

Le port d'Amsterdam (en néerlandais : Haven van Amsterdam) est le plus grand port dans le domaine maritime d'Amsterdam. Il est le deuxième plus grand port des Pays-Bas après le port de Rotterdam et en Europe, il occupe le quatrième rang (2010) avec un tonnage de 72 699 millions de tonnes. La zone portuaire n'est pas soumise aux marées, elle est uniquement accessible via les écluses d'IJmuiden qui la protègent de la mer du Nord et qui se situent à l'est du port d'IJmuiden (qui lui est soumis aux marées).

## Histoire

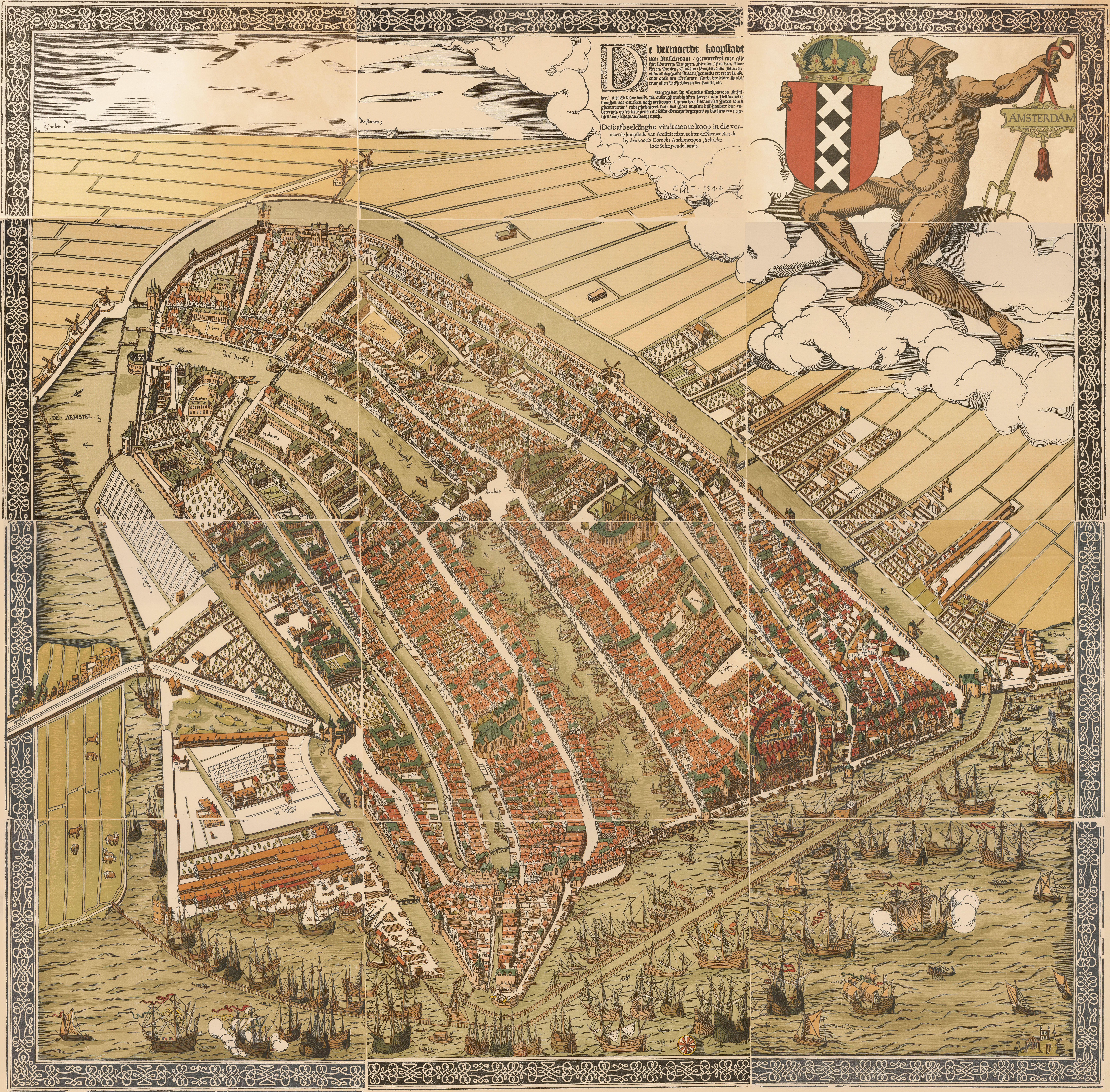
Le port d'Amsterdam en 1544.

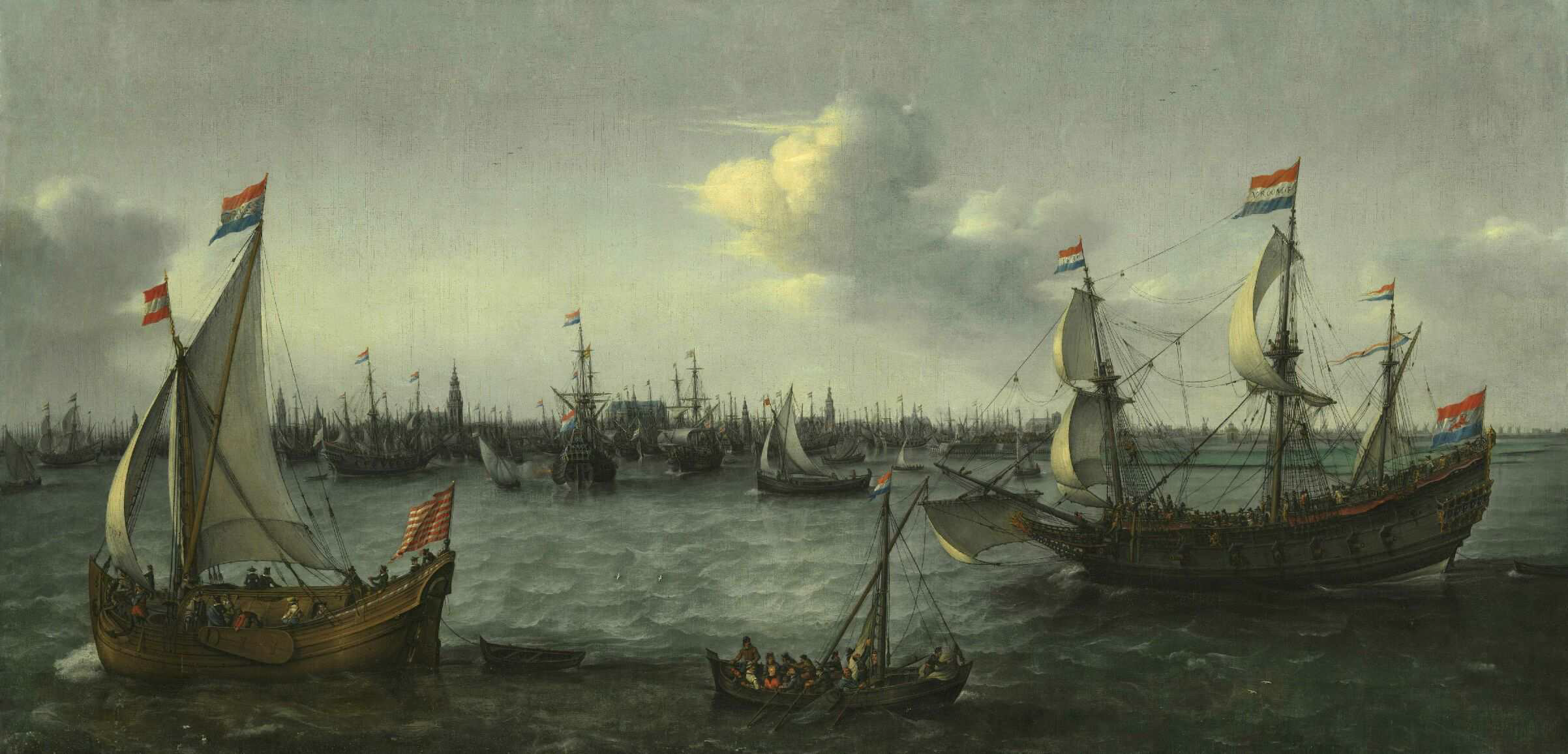
Le port d'Amsterdam en 1630, Hendrick Cornelisz. Vroom

Le port d'Amsterdam et la ville d'Amsterdam sont étroitement liés depuis le XIIIe siècle.
L'embouchure de la rivière Amstel, entre le barrage et l'IJ, était le plus vieux port de la ville. Les maisons de marchands qui ont joué un rôle majeur dans le développement du port et de la richesse d'Amsterdam se trouvent le long du Damrak et du Warmoesstraat.
Au XVIe siècle, le port s'étend désormais jusqu'à Lastage, un quartier à l'est de la vieille ville ayant un chantier naval. Au XVIIe siècle les îles Westelijke Eilanden et Oostelijke Eilanden sont absorbées pour permettre l'expansion des activités portuaires.
Le port est alors connecté à la mer du Nord par le Zuiderzee. Mais celui-ci s'enlise progressivement, si bien que la construction d'une meilleure connexion est nécessaire. Le Canal de la Hollande-Septentrionale est creusé à l'initiative du roi Guillaume Ier. Achevé en 1825, il va d'Amsterdam à Helder.
Mais bientôt ce canal ne répond plus aux exigences, il est trop long et trop étroit. Ce n'est qu'en 1876 avec l'ouverture du canal de la Mer du Nord ordonné par Guillaume III, que le port d'Amsterdam est relié directement à la mer du Nord. Il relie Amsterdam à IJmuiden. Les IJpolders sont construits le long du canal. Ensuite commence une nouvelle période pour le port d'Amsterdam. À la fin du XIXe siècle, les Docks de l'Est sont construits dans l'IJ maintenant fermé. Au nord de la ville de nouveaux bassins ont été creusés. Le port d'origine qui se trouve à l'embouchure de la rivière Amstel a perdu sa fonction, il est transformé en gare avec l'ajout de trois anciens îlots.
En 1892 la construction du canal de la Merwede permet une meilleure connexion avec l'arrière-pays et le delta de la Meuse et du Rhin. Le Canal d'Amsterdam au Rhin allant jusqu'à Tiel, inauguré en 1952, quant à lui permet une meilleure liaison vers l'Allemagne.
Au cours de la Seconde Guerre mondiale, l'accès du canal de la mer du Nord reste bloqué par des navires coulés à Ijmuiden. Le port qui avait en 1939 une capacité brute de 22 000 000 m3, n'a pratiquement plus aucune activité à partir de 1941.
Le port a été régulièrement bombardé par les Alliés. L'industrie de l'armement est principalement visée, elle aurait pu servir à la Wehrmacht, c'est le cas de l'usine Fokker à Papaverweg au nord d'Amsterdam. Entre septembre et octobre 1944, l'armée allemande bombardant systématiquement les équipements du port, grues, entrepôts, murs de quais et autres installations. Les évaluations des dégâts varient, mais en 1946 elles sont estimées à 60 000 000 florins. La reconstruction dure jusqu'en 1950.
Dans les années 1950, le plan général d'élargissement d'Amsterdam élargi considérablement la zone portuaire. Les Docks de l'Est ont perdu de plus en plus de leurs fonctions et deviennent dans les années 1990 des zones résidentielles.
Du XVe siècle au XIXe siècle, Amsterdam était le principal port du pays, mais le port de Rotterdam l'a dépassé. Le port est aujourd'hui spécialisé dans la fourniture, le stockage et le transport de combustibles, notamment l'essence. C'est aussi un important port de croisière. Pour les bateaux à fort tirant d'eau, il est accessible via l'IJgeul au large de la côte d'IJmuiden.

## Géographie

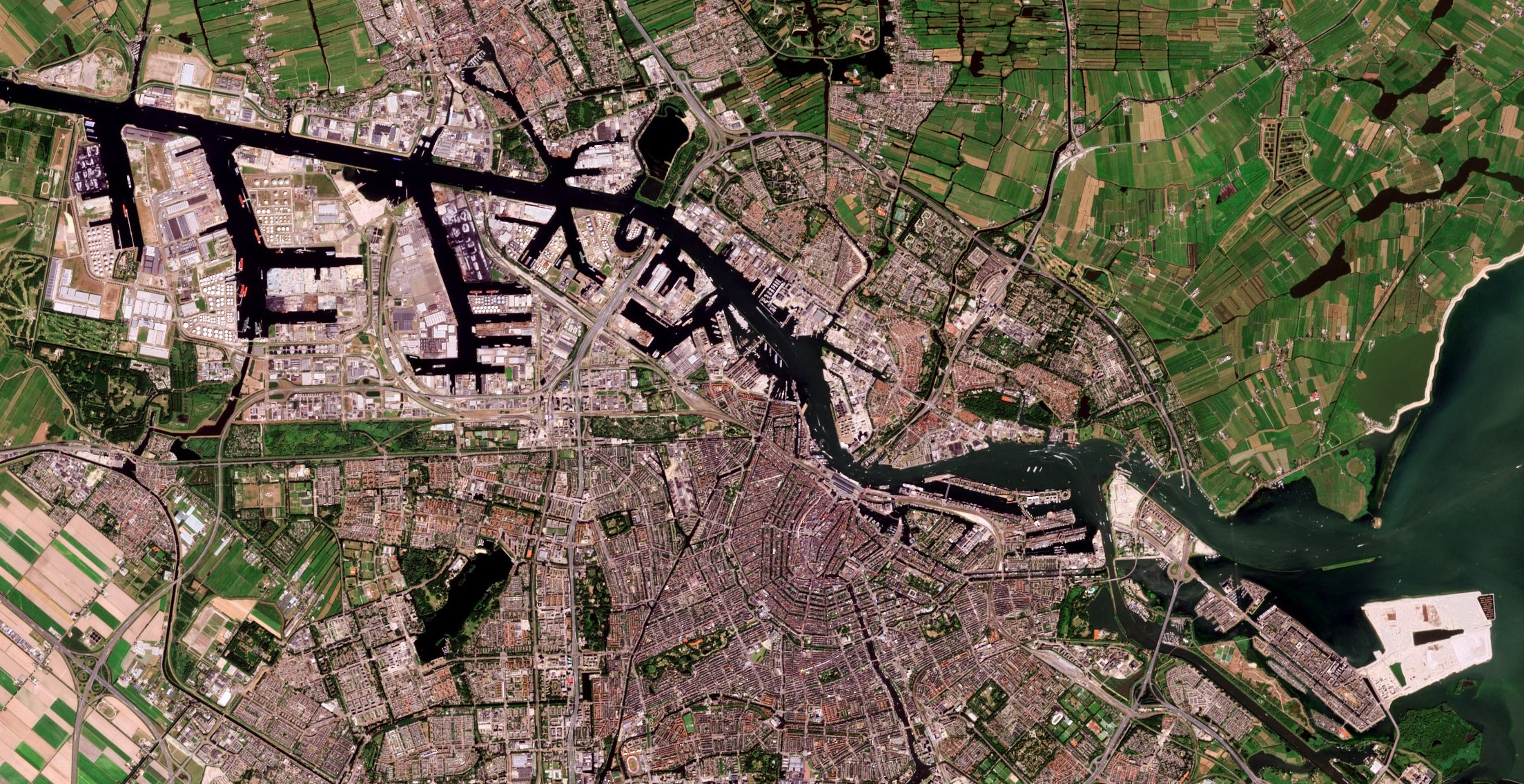
Port d'Amsterdam

Le port d'Amsterdam est situé sur le canal de la Mer du Nord et sur les rives de l'IJ. Par le canal de la Mer du Nord il est relié à la mer du Nord, mais est aussi relié à Den Helder par le canal de la Hollande-Septentrionale ; par l'IJ il est relié au Markermeer et à l'IJmeer et à la Rhénanie par le canal d'Amsterdam au Rhin.
Au total, le port s'étend sur 600 hectares de cours d'eau et 1 900 hectares de terres, y compris les domaines portuaires, quais, routes, voies ferrées, des fossés, et des espaces verts. Le port comprend plusieurs zones portuaires, qui font partie des arrondissements (en néerlandais : stadsdelen) Westpoort, Westerpark, Centrum et Zeeburg.

### Ports et docks
Les voies navigables s'étendent sur la rive ouest du canal venant de la mer du Nord. Venant de la mer, on rencontre les darses suivantes :
- Afrikahaven en liaison avec les bassins :
  - Madagascarhaven
  - Zansibarhaven

Afrikahaven est destiné aux produits pétroliers et chimiques et au charbon.
- Americahaven en liaison avec les bassins :
  - Alaskahaven
  - Cacaohaven
  - Australiëhaven
  - Tasmaniëhaven
  - Texashaven
  - Azië Haven

Americahaven est destiné au pétrole, produits chimiques, à la ferraille, aux matériaux de construction et aux conteneurs.
- Westhaven en liaison avec :
  - Sonthaven
  - Haven Bosphore
  - Suezhaven
  - Cornehaven
  - Beringhaven
  - Moezelhaven
  - Principalhaven

Westhaven est destiné aux équipements et à la logistique des entreprises. Du pétrole et des produits chimiques sont aussi transbordés, ainsi que des denrées alimentaires, matériaux de construction et de la ferraille.
- Jan van Riebeck Haven en liaison avec les bassins :
  - Carel Reyniers Haven
  - Usselingxhaven
  - Adenhaven

Jan van Riebeck Haven traite du pétrole, de matières chimiques, du bois et des produits recyclés.
- Petroleum Haven

L'huile de pétrole et des produits chimiques y sont traités.
- Coenhaven avec Havenkom A et C

Les matériaux de construction, ferraille, pétrole et des produits chimiques sont traités.
- Mercuriushaven station d’accueil en liaison avec :
  - Vlothaven
  - Neptunushaven
  - Minervahaven
  - Nieuwehouthaven
  - Houthaven
  - Oude Houthaven

A Mercuriushaven, l'huile des produits chimiques, des matériaux de construction, de la ferraille, du bois et des produits alimentaires sont traités.
Les darses de l'est,
- IJhaven
- Eertshaven
- Spoorwegbassin
- Entrepothaven

ont été converties en zones résidentielles.
De la gare centrale aux terminus passager d'Amsterdam (PTA), des quais s'étendent sur 600 mètres. En 2010, 90 cargos ont appareillé, ainsi que 1 195 navires de croisières fluviales. L'ensemble avec le terminal passager du port d'IJmuiden représentait 1 014 000 passagers.

## Histoire
La ville d'Amsterdam et son port sont étroitement liées depuis le XIIIe siècle. Le plus ancien document connu le mentionnant date de 1342, lorsque la ville d'Amsterdam a reçu droit de cité.

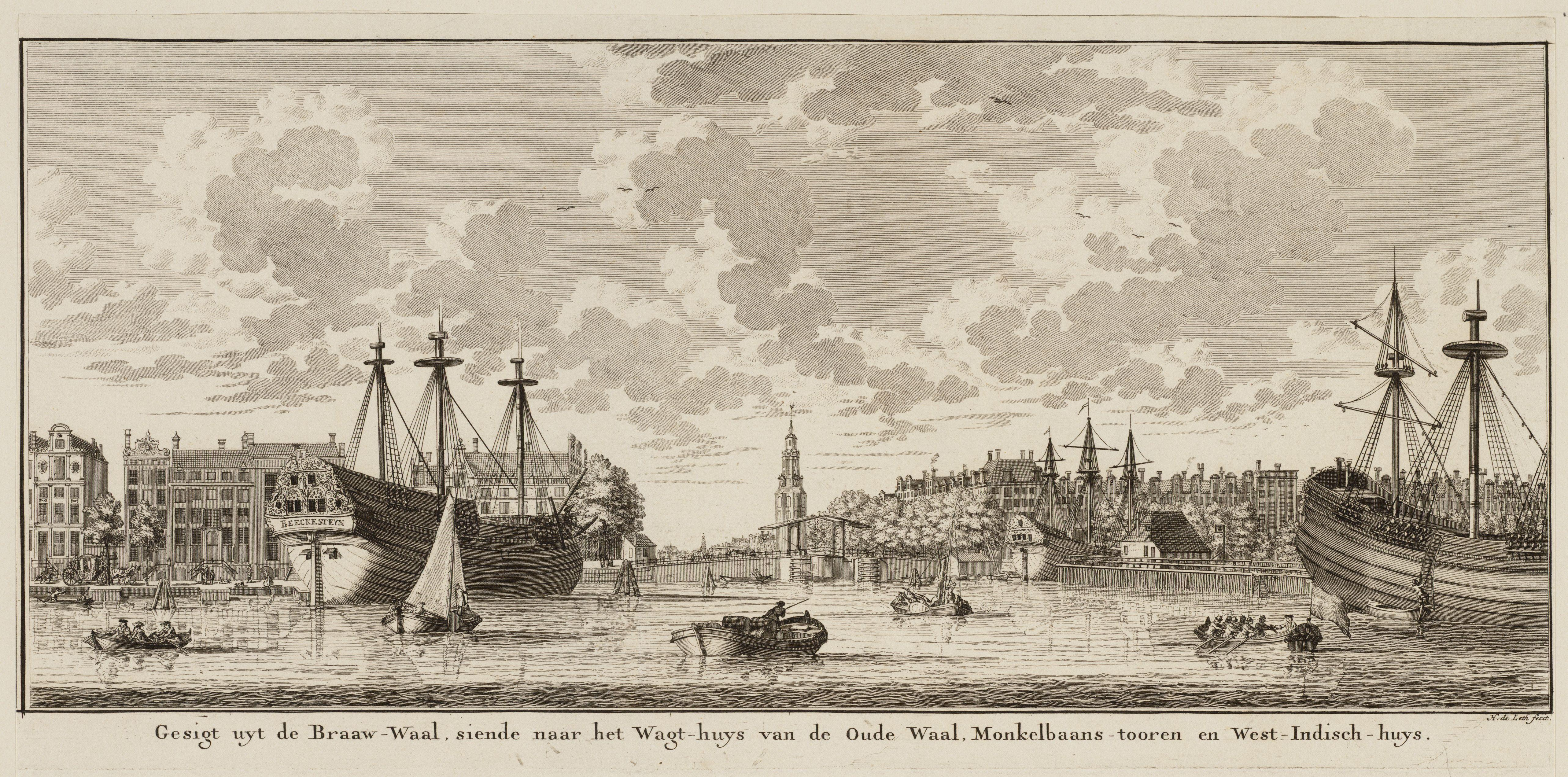
Le Beeckestijn, navire négrier de la Compagnie néerlandaise des Indes occidentales, dans le port d'Amsterdam vers 1735.

Pendant le siècle d'or néerlandais, il était l'un des principaux ports des Compagnies néerlandaises des Indes orientales et occidentales. Avec 210 expéditions de commerce triangulaire, Amsterdam est aussi un important port négrier d'Europe. Pour ce qui est des Provinces-Unis, il se positionne derrière les ports de Zélande (688 expéditions) et devant le port de Rotterdam (126 expéditions). Les navires partaient alors vers les forts de traite en Afrique pour s'approvisionner en esclaves, qu'ils revendaient ensuite aux colonies néerlandaises des Amériques, avant de rapporter les produits des plantations en Europe.
Le premier port était situé sur la rivière Amstel entre Dam et l'IJ. La Warmoesstraat Damrak était réservé aux marchands, qui ont joué un rôle particulier dans le développement d'Amsterdam, une ville portuaire. Au XVIe siècle le port a été étendu vers l'est vers la vieille ville, là où se trouvaient les chantiers navals, puis vers l'IJ, enfin les îles Oostelijke - et Westelijke ont été créées.
Le seul lien d'Amsterdam à la mer du Nord était sur le Zuiderzee, aujourd'hui IJsselmeer. Comme ce passage était de plus en plus ensablé, le roi Guillaume Ier des Pays-Bas a fait creuser le Canal de la Hollande-Septentrionale, ouvert en 1825. Lorsque ce canal n'a plus été mesure d'accueillir le trafic maritime, IJmuiden un lien direct vers la mer du Nord a été créé. Le Port d'Amsterdam a été élargi, la zone orientale du port et des quais ont été construits le long du canal mer du Nord. En 1892 le Canal de la Merwede a été construit pour connecter l'arrière-pays, en 1952, le Canal d'Amsterdam au Rhin est élargi créant ainsi un lien direct vers le Rhin.
Dans les années 1950 le port a été élargi mais il a perdu de son importance et à partir de 1990 des zones résidentielles ont été créées sur d'anciens emplacements.

## Produits et transports
| Produit / Année              | 1995   | 2000   | 2005   | 2006   | 2007   | 2008   | 2009   | 2010   |
| ---------------------------- | ------ | ------ | ------ | ------ | ------ | ------ | ------ | ------ |
| Huile                        | 7 094  | 11 207 | 19 131 | 23 428 | 24 866 | 30 617 | 35 252 | 34 653 |
| Charbon                      | 4 760  | 11 289 | 12 597 | 12 314 | 17 266 | 17 290 | 14 656 | 14 199 |
| Produits agricoles (en vrac) | 7 529  | 10 044 | 8 299  | 8 085  | 8 323  | 8 740  | 7 958  | 8 906  |
| Sable, gravier et minéraux   | 3 952  | 4 623  | 6 707  | 7 325  | 6 852  | 5 797  | 5 502  | 6 586  |
| Container (in 1000 t)        | 1 111  | 782    | 925    | 3 257  | 3 435  | 3 902  | 1 868  | 830    |
| Diverse                      | 6 778  | 6 669  | 6 160  | 6 602  | 7 132  | 9 475  | 8 157  | 7 525  |
| Total                        | 31 224 | 44 614 | 53 819 | 61 011 | 67 874 | 75 821 | 73 393 | 72 699 |

## Comparaison avec d'autres ports européens
| Port      | 1990  | 1995  | 2000  | 2005  | 2006  | 2007  | 2008  | 2009  | 2010  | 2011  | 2012  |
| --------- | ----- | ----- | ----- | ----- | ----- | ----- | ----- | ----- | ----- | ----- | ----- |
| Rotterdam | 287,9 | 293,4 | 322,4 | 370,2 | 376,7 | 406,8 | 421,1 | 387,0 | 429,9 | 434,6 | 441,5 |
| Anvers    | 102,0 | 108,1 | 130,5 | 160,1 | 167,4 | 182,9 | 189,4 | 157,6 | 178,2 | 187,2 | 184,1 |
| Hambourg  | 61,4  | 72,1  | 85,1  | 125,7 | 134,9 | 140,4 | 140,4 | 110,4 | 121,2 | 132,2 | 130,9 |
| Amsterdam | 47,0  | 50,3  | 63,9  | 74,9  | 84,4  | 87,8  | 94,8  | 86,7  | 90,8  | 93,1  | 94,3  |
| Marseille |       |       |       | 96,6  | 100,0 | 96,3  | 96,0  | 83,2  | 86,0  | 88,1  | 85,6  |

## Opérations commerciales
En 2008, 6 029 cargos de haute mer ont appareillé dans le port d'Amsterdam avec un débit de marchandises de 75,8 millions de tonnes, la plupart était de marchandises en vrac. Cette même année, le volume total de conteneurs a été 435 129 EVP. Le nombre de navires, et le fret en vrac et de conteneurs étaient augmentation par rapport à 2007.
En 2008, 117 navires de croisière ont appareillé avec un total de 226 000 passagers. En outre 998 navires de croisières fluviales avec 170 000 passagers ont visité le port d'Amsterdam. Le nombre de croisières en mer et de leurs passagers a augmenté de façon significative avec 50 % par rapport à 2007, tandis que le trafic croisière sur la rivière a légèrement diminué. En 2008, le chiffre d'affaires était 125,3 millions d'euros et pour un résultat net de 45 millions d'€. Il s'agit d'une légère diminution par rapport au chiffre d'affaires et le revenu en 2007.
En 2008, le port lui-même avait 361 employés, mais le nombre d'employés indirects s'élève à environ 55 000.

## Culture
- Amsterdam chanson de Jacques Brel sur ce port